# 1162
| [ Edytuj tabelę ]          |                                                                         |
| Książę Małopolski          | - 1146 Bolesław IV Kędzierzawy 1173                                     |
| Książę Wielkopolski        | - 1138 Mieszko III Stary 1177                                           |
| Król Angkoru               | - 1160 Jaszowarman II 1165                                              |
| Król Anglii                | - 1154 Henryk II 1189                                                   |
| Król Aragonii              | - 1137 Petronela Aragońska 1164                                         |
| Hrabia Barcelony           | - 1131 Rajmund Berengar IV Święty 1162 - 1162 Alfons II Aragoński 1164  |
| Książę Bawarii             | - 1156 Henryk XII Lew 1180                                              |
| Margrabia Brandenburgii    | - 1144 Albrecht Niedźwiedź 1170                                         |
| Książę Burgundii           | - 1143 Eudes II 1162 - 1162 Hugo III 1192                               |
| Cesarz Bizancjum           | - 1143 Manuel I Komnen 1180                                             |
| Cesarz Chin                | - 1127 Song Gaozong 1162 - 1162 Song Xiaozong 1189                      |
| Książę Czech               | - 1140 Władysław II 1172                                                |
| Król Danii                 | - 1157 Waldemar I Wielki 1182                                           |
| Władca Egiptu              | - 1160 Al-Adid 1171                                                     |
| Król Francji               | - 1137 Ludwik VII Młody 1180                                            |
| Król Gruzji                | - 1156 Jerzy III 1184                                                   |
| Hrabia Holandii            | - 1157 Floris III 1190                                                  |
| Cesarz Japonii             | - 1158 Nijō 1165                                                        |
| Kalif                      | - 1160 Al-Mustandżid 1170                                               |
| Król Kastylii              | - 1158 Alfons VIII Szlachetny 1214                                      |
| Wielki książę Kijowa       | - 1159 Rościsław I Michał 1167                                          |
| Patriarcha Konstantynopola | - 1156 Łukasz Chryzoberges 1169                                         |
| Władca Korei               | - 1146 Ŭijong 1170                                                      |
| Król Leónu                 | - 1157 Ferdynand II 1188                                                |
| Kalif Maroka               | - 1147 Abd al-Mumin 1163                                                |
| Król Nawarry               | - 1150 Sancho VI 1194                                                   |
| Król Norwegii              | - 1157 Haakon II Barczysty 1162 - 1161 Magnus V 1184                    |
| Hrabia Palatynatu          | - 1155 Konrad Hohenstauf 1195                                           |
| Papież                     | - 1159 Aleksander III 1181 - 1159 antypapież Wiktor IV (Ottaviano) 1164 |
| Król Portugalii            | - 1139 Alfons I 1185                                                    |
| Sułtan Rumu                | - 1156 Kilidż Arslan II 1192                                            |
| Książę Rusi halickiej      | - 1153 Jarosław Ośmiomysł 1187                                          |
| Cesarz Rzymski (niemiecki) | - 1155 Fryderyk I Barbarossa 1190                                       |
| Książę Saksonii            | - 1142 Henryk Lew 1180                                                  |
| Król Szkocji               | - 1153 Malcolm IV 1165                                                  |
| Król Szwecji               | - 1155 Karol Sverkersson 1167                                           |
| Doża Wenecji               | - 1156 Vitale II Michiel 1172                                           |
| Król Węgier                | - 1161 Stefan III 1162 - 1162 Władysław II 1163                         |

Rok 1162 / MCLXII
stulecia: XI wiek ~
XII wiek ~
XIII wiek

lata: 1152 «
1157 «
1158 «
1159 «
1160 «
1161 «
1162
» 1163
» 1164
» 1165
» 1166
» 1167
» 1172

## Wydarzenia na świecie
- 7 marca – II wyprawa włoska Fryderyka Barbarossy: Fryderyk I Barbarossa nakazał zburzenie Mediolanu[1].
- 31 maja – Stefan III został królem Węgier.
- 7 lipca – król Haakon II zginął w bitwie pod Sekken w trakcie wojny domowej w Norwegii.

## Urodzili się
- 1162 (według źródeł chińskich i mongolskich) lub 1155 (według źródeł muzułmańskich) – Czyngis-chan (właściwie Temudżyn), władca mongolski, twórca i długoletni władca imperium mongolskiego. W Chinach jest uznawany za przodka założycieli mongolskiej dynastii Yuan (zm. 1227)

## Zmarli
- 10 lutego – Baldwin III, król Jerozolimy (ur. 1130)
- 31 maja – Gejza II, król Węgier (ur. ok. 1130)
- 27 czerwca – Odo II, książę Burgundii (ur. 1118)
- 7 lipca – Haakon II Barczysty, król Norwegii (ur. ok. 1147)
- 6 sierpnia – Ramon Berenguer IV, hrabia Barcelony i książę Aragonii (ur. ok. 1113)
- data dzienna nieznana:
  - Izjasław III Dawidowicz, wielki książę kijowski (ur. ?)